# 北京市门头沟区百花山林场
北京市门头沟区百花山林场，通称百花山林场，北京百花山国家级自然保护区管理处下辖的一个区属国有林场，位于北京市门头沟区清水镇，始建于1962年。

## 历史
1962年，百花山林场成立，由中华人民共和国林业部与北京市农林局双重领导。1970年，百花山林场管辖权下放给门头沟区，隶属于门头沟区林业局。1985年4月14日，经北京市人民政府批准，以百花山林场为基础建立北京百花山自然保护区，属天然动植物种和生态环境资源自然保护区:208-209。至1990年，林场完成幼林抚育2099公顷，次生林抚育197公顷，次生林改造106公顷:140。
1993年，门头沟区林业局决定将清水林场、马栏林场和百花山林场联合经营，以期实现三个林场的共同发展，以及发挥百花山林场的经济资源优势:208-209。2003年《北京志·林业志》记载该林场经营总面积为1561.5公顷，有林地面积1202公顷:196。
2008年1月14日，北京百花山自然保护区升格为国家级自然保护区。2017年12月7日，北京市门头沟区小龙门林场、北京市门头沟区马栏林场和北京市门头沟区清水林场被统一划入百花山国家级自然保护区管理处管理，四个林场分别设管理站管理，百花山林场由北京百花山国家级自然保护区百花山管理站负责。截至2018年，百花山林场经营总面积为1699.3公顷（2.55亩），有林地面积1088.3公顷，属小型林场。

## 古树
根据北京市林业局1991年10月完成的京郊古树名木资源普查，门头沟区百花山阴坡残存有88株天然华北落叶松古树，即百花山古树群，树龄均在100年以上，为二级古树。该古树群的平均树高为10米，最高为22米；胸径平均55.25公分，最大1.4米，是北京市最大的天然落叶松群落:46。